# João Cláudio Colling

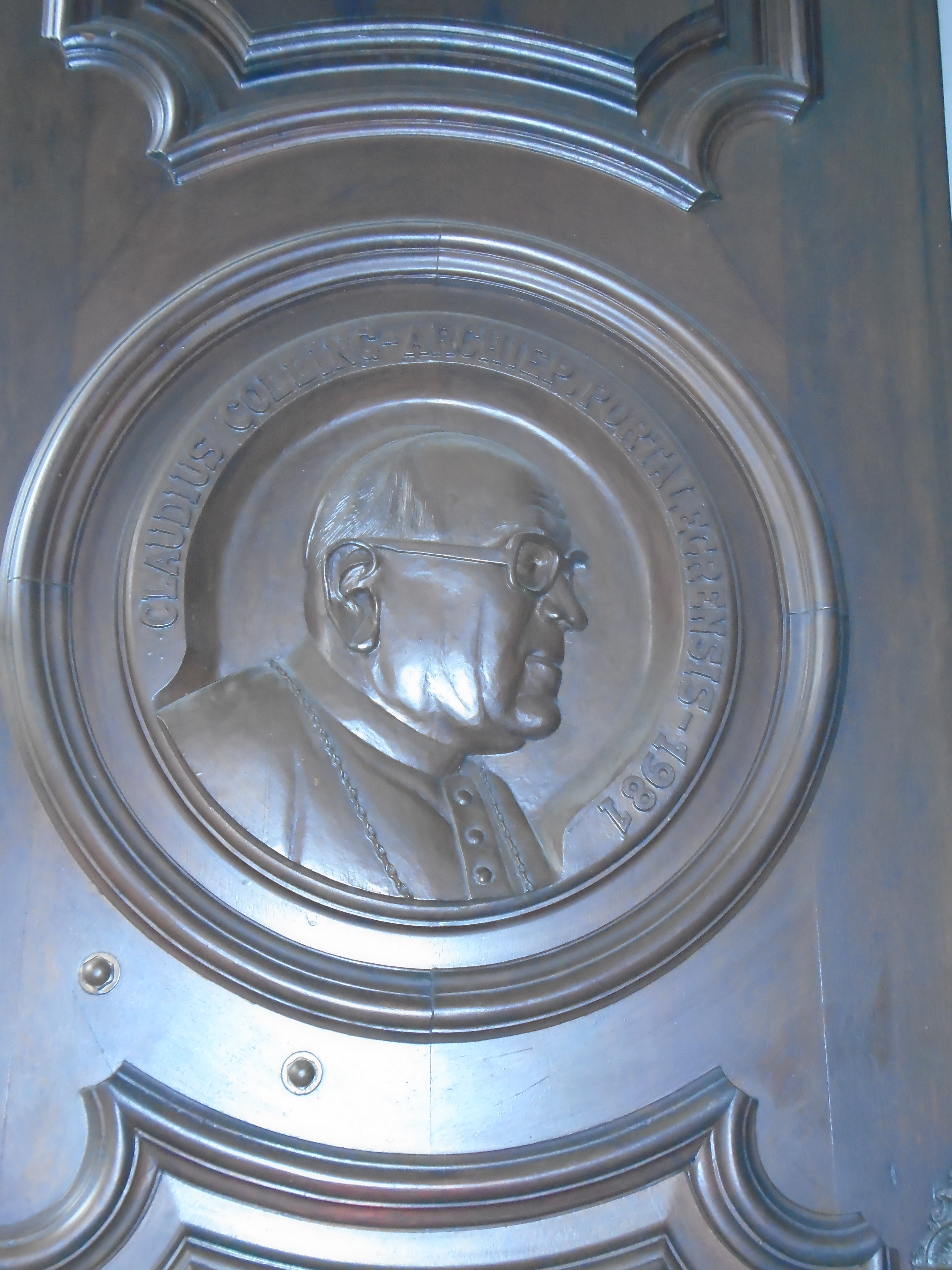
Porträt von Claudius Colling an der Porto Alegre Metropolitan Cathedral

João Cláudio Colling (* 24. Juni 1913 in Harmonia, Brasilien; † 3. September 1992 in Passo Fundo) war Erzbischof von Porto Alegre.

## Leben
João Cláudio Colling empfing am 10. August 1937 das Sakrament der Priesterweihe.
Am 12. Dezember 1949 ernannte ihn Papst Pius XII. zum Titularbischof von Corone und zum Weihbischof in Santa Maria. Der Erzbischof von Porto Alegre, Alfredo Vicente Scherer, spendete ihm am 29. Januar 1950 die Bischofsweihe; Mitkonsekratoren waren der Bischof von Caxias, José Baréa, und der Bischof von Santa Maria, Antônio Reis.
Papst Pius XII. ernannte ihn am 23. März 1951 zum ersten Bischof von Passo Fundo. Am 29. August 1981 bestellte ihn Papst Johannes Paul II. zum Erzbischof von Porto Alegre. Johannes Paul II. nahm am 17. Juli 1991 das von João Cláudio Colling aus Altersgründen vorgebrachte Rücktrittsgesuch an.
João Cláudio Colling nahm an allen vier Sitzungsperioden des Zweiten Vatikanischen Konzils teil.